# Uloborus undulatus
Uloborus undulatus is een spinnensoort in de taxonomische indeling van de wielwebkaardespinnen (Uloboridae).
Het dier behoort tot het geslacht Uloborus. De wetenschappelijke naam van de soort werd voor het eerst geldig gepubliceerd in 1878 door Tord Tamerlan Teodor Thorell.